# Cmentarz wojenny w Mymoniu
Cmentarz wojenny w Mymoniu – cmentarz z I wojny światowej położony na terenie wsi Mymoń, w gminie Besko, w powiecie sanockim, w województwie podkarpackim. To środkowogalicyjski cmentarz wojenny
prowizorycznie urządzony przez Oddział Grobów Wojennych w Przemyślu.

## Opis
Cmentarz znajduje się na skraju lasu niedaleko drogi powiatowej Puławy – Besko. Ma kształt prostokąta o powierzchni około 800 m². Prawdopodobnie cmentarz nie posiadał trwałego urządzenia. Na 12 ziemnych mogiłach zbiorowych ustawione były proste drewniane krzyże. W 2001 z inicjatywy Gminy Besko wykonano prace porządkowe i urządzono jedną niewielką kwaterę na środku ogrodzoną metalowym płotem z żelaznym wysokim krzyżem i tablicą pamiątkową z napisem:

Ku czci poległym 
w I wojnie światowej 
 mieszkańcy Gminy Besko 
 11.11.2000 r. 
 

. W latach 2013–2014 w związku ze zbliżającymi się obchodami 100 rocznicy wybuchu I wojny światowej przeprowadzono dalsze prace na cmentarzu. W miejscu mogił osadzono 160 małych betonowych krzyży, a teren ogrodzono metalowym płotem. Wytyczono oznakowane dojście do obiektu.
Na cmentarzu pochowano około 180 niezidentyfikowanych żołnierzy różnej narodowości poległych w walkach o przełamanie frontu, toczonych w rejonie cmentarza, w dniach 9-11 maja 1915 (trzykrotny szturm niemiecko-austriacki przełamał obronę rosyjską). Według informacji miejscowej ludności, w zdecydowanej większości poległymi byli Polacy.

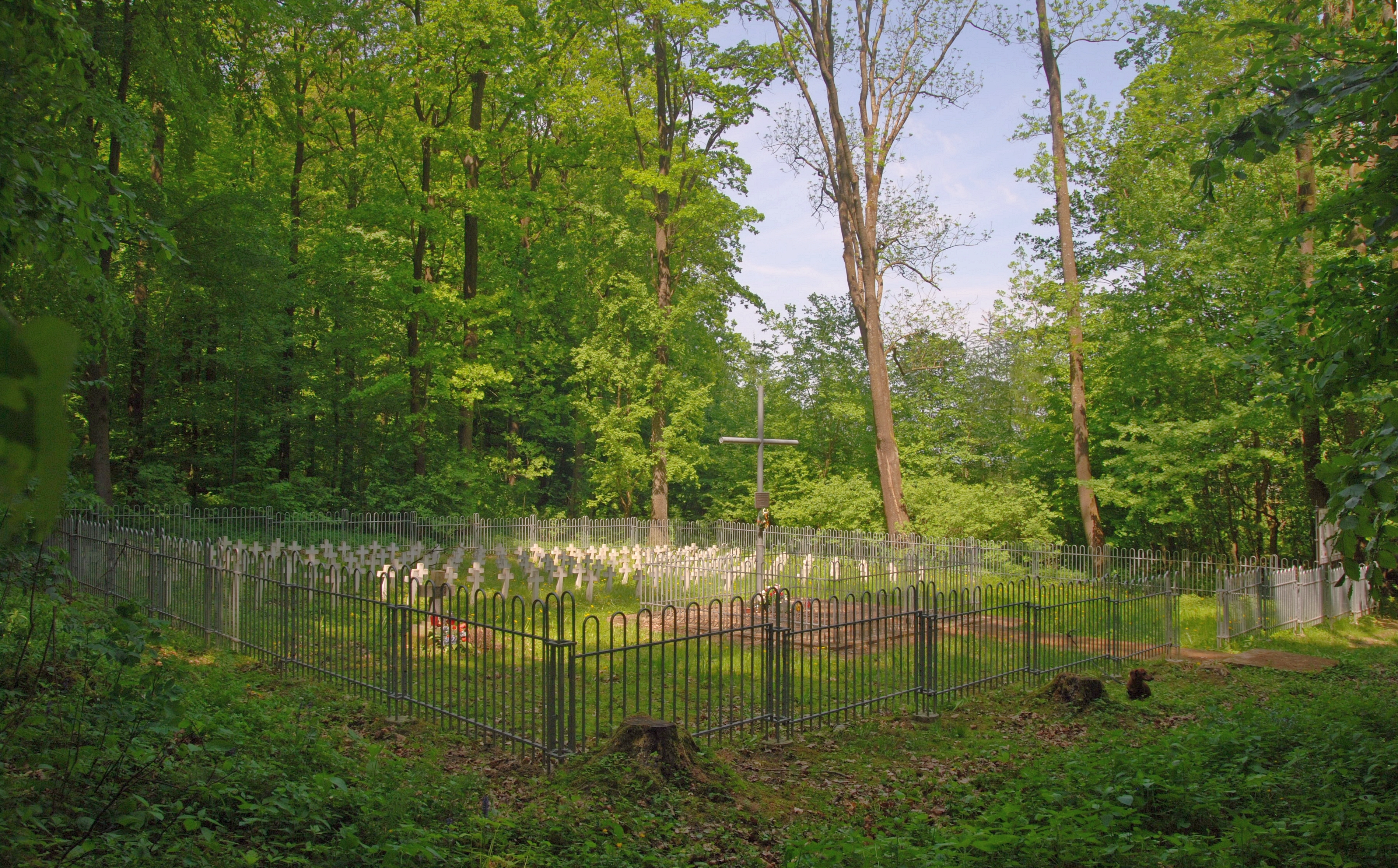
Widok ogólny
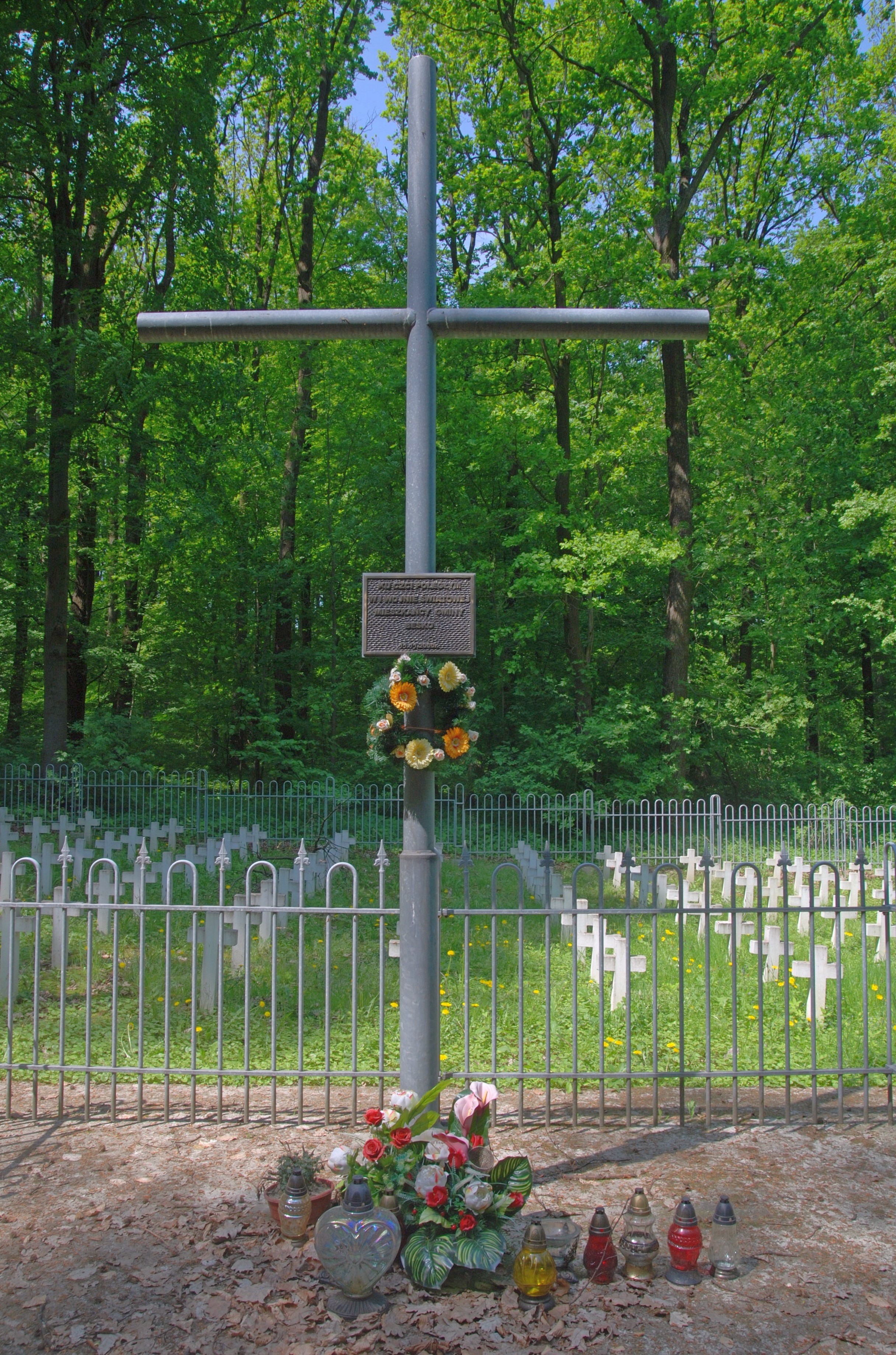
Krzyż z 2001 z napisem j.w.
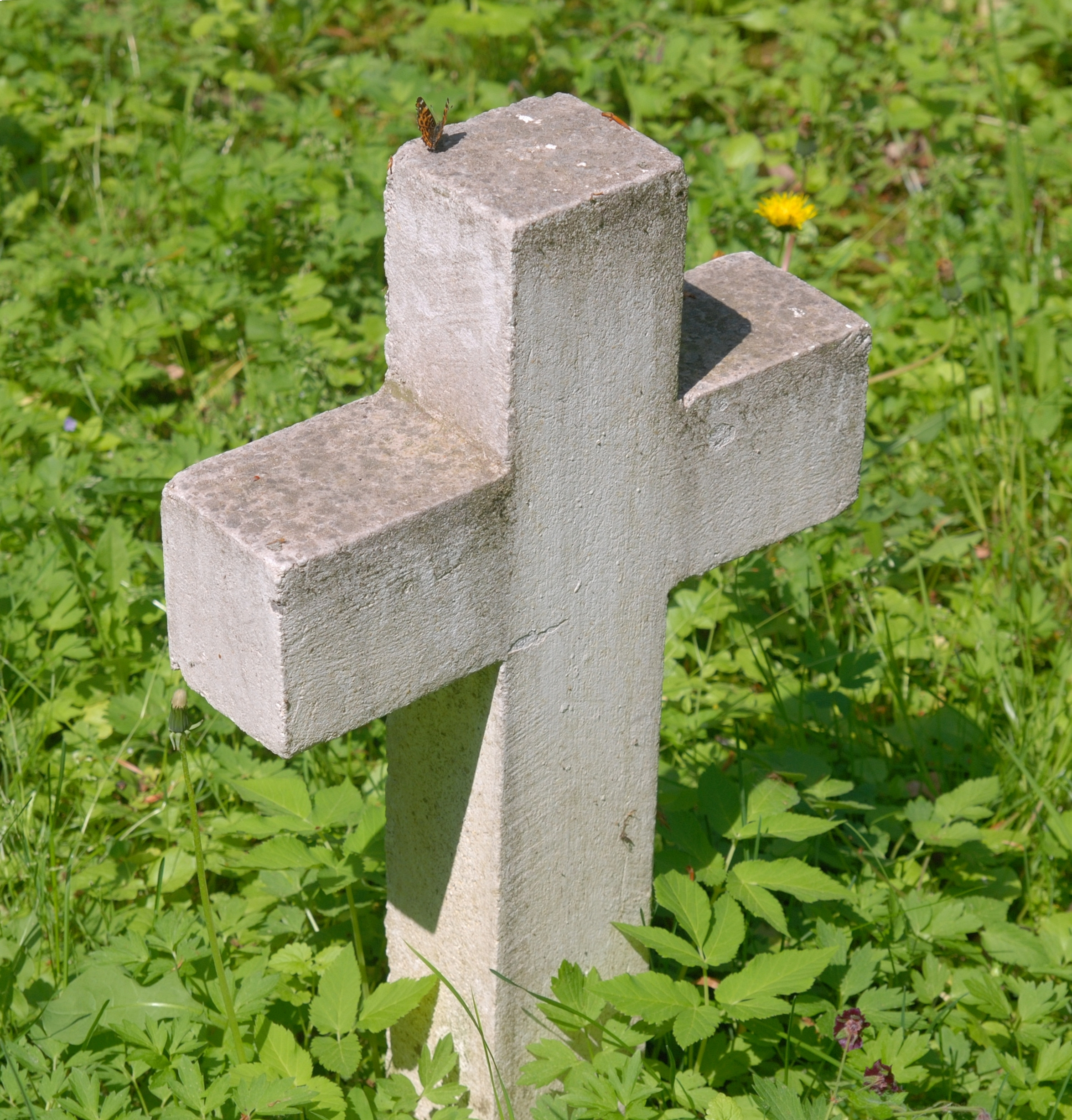
Mały krzyż